# Euphyllura pakistanica
Euphyllura pakistanica är en insektsart som beskrevs av Loginova 1973. Euphyllura pakistanica ingår i släktet Euphyllura och familjen rundbladloppor.
Artens utbredningsområde är Pakistan. Inga underarter finns listade i Catalogue of Life.